# Ușivka, Novhorod-Siverskîi
Ușivka (în ucraineană Ушівка) este un sat în comuna Obiednane din raionul Novhorod-Siverskîi, regiunea Cernihiv, Ucraina.

## Demografie
Componența lingvistică a localității Ușivka
     Ucraineană (98,92%)
     Rusă (1,08%)
Conform recensământului din 2001, majoritatea populației localității Ușivka era vorbitoare de ucraineană (98,92%), existând în minoritate și vorbitori de rusă (1,08%).